# Utricularia corynephora
Utricularia corynephora är en tätörtsväxtart som beskrevs av Peter Geoffrey Taylor. Utricularia corynephora ingår i släktet bläddror, och familjen tätörtsväxter. Inga underarter finns listade i Catalogue of Life.